# Ramon Kramer
Ramon Kramer (19 januari 1964) is een Nederlands voormalig profvoetballer die als aanvaller speelde.

## Carrière
Kramer kwam in 1981 van AGOVV naar Vitesse. Hij speelde in drie seizoenen 47 wedstrijden in de Eerste divisie waarin hij 5 doelpunten maakte. Hierna keerde hij terug bij AGOVV waarmee hij in 1985 kampioen werd in de Derde klasse en in 1988 in de Tweede klasse.  Bij De Graafschap kreeg Kramer in het seizoen 1989/90 een nieuwe kans in de Eerste divisie, maar na dat seizoen ging hij naar ROHDA Raalte.
Als amateur Kramer werd geselecteerd voor het olympisch elftal.
Hij was Nederlands jeugdinternational en nam deel aan het Europees kampioenschap voetbal onder 18 - 1982 en het  Wereldkampioenschap voetbal onder 20 - 1983.